# Flaga Burgundii

Flaga Burgundii

Flaga Burgundii – flaga regionu historycznego dzisiejszej Francji, Burgundii, która została utworzona z wykorzystaniem herbów książąt Burgundii oraz rodu Walezjuszów.
Flaga Burgundii nie posiada statusu oficjalnego, jednak logotyp używany przez Radę regionalną Burgundii zawiera jej elementy.